# János Térey
János Térey (n. 14 septembrie 1970, Debrețin, Ungaria – d. 3 iunie 2019, Budapesta, Ungaria) a fost un scriitor maghiar.